# Bacardi 151

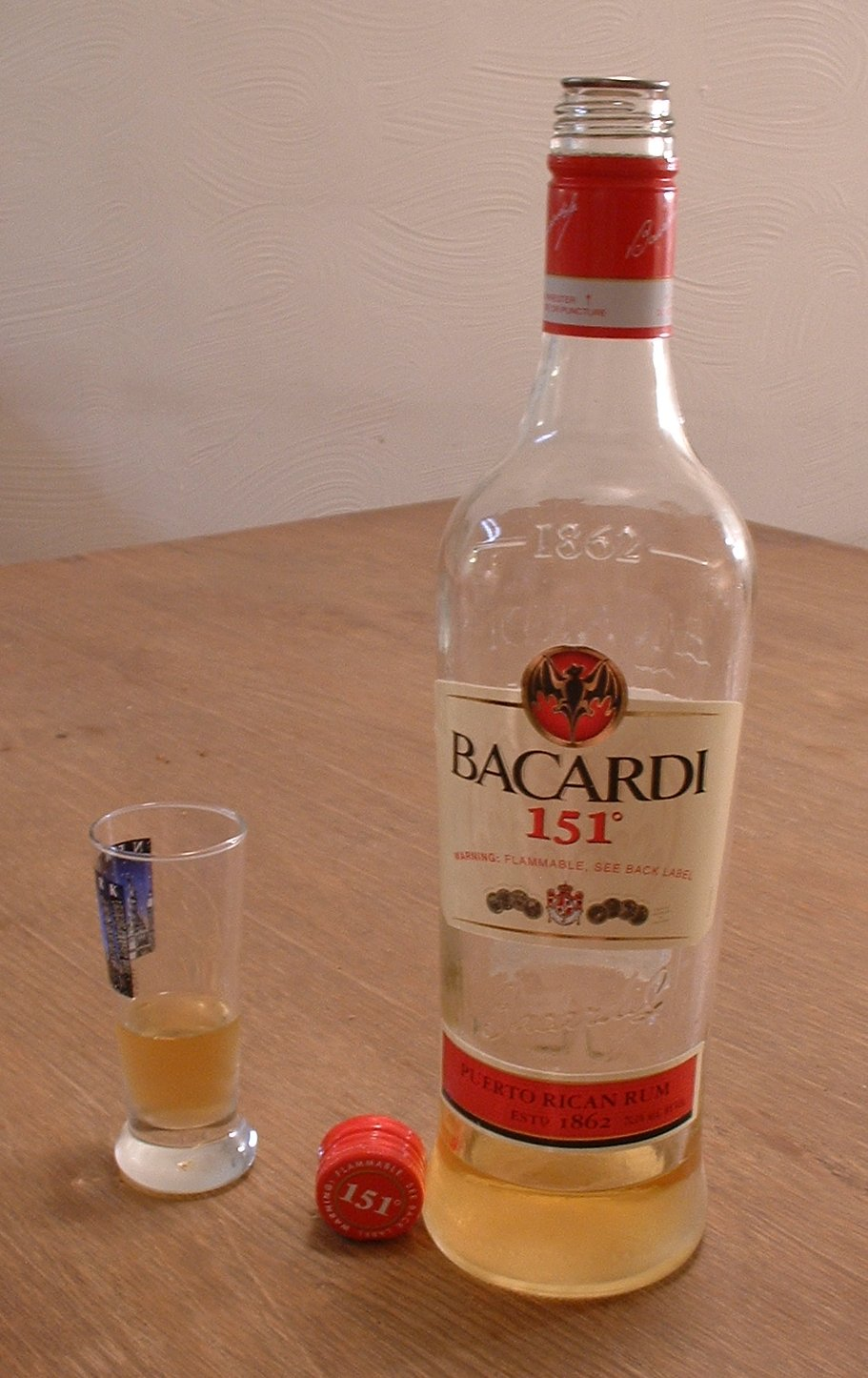
Напівпорожня пляшка Bacardi 151

Bacardi 151 — марка рому високої міцності, створений компанією Bacardi Limited з Гамільтона (Бермудські острови). Свою назву отримав через рівень пруфу 151, що дорівнює 75.5 % міцності. Це є значно вище, ніж серед типових ромів, які мають міцність 35-40 %. Bacardi 151 був у продажу в США у період з 1981 до 2016 року, коли його продаж припинили. До цього часу його можна придбати в Канаді.

## Займистість та безпека
Як і з усіма спиртними напоями високої міцності, Bacardi 151 є легкозаймистим. Напій має кілька попереджень на етикетці пляшки про те, що його не можна підпалювати чи наближати до відкритого вогню. Пляшки часто обладнані нержавким вогнеспинювачем, прикріпленим до шийки, для запобігання спалахування рому усередині пляшки в разі, якщо споживач проігнорує попередження та застосує ром до джерела запалювання (наприклад, полум'яна сковорідка чи тарілка, фламбе). Попри всі ці заходи безпеки, споживачі скаржаться на отримання опіків через людей, що ігнорували постійні попередження, усували вогнеспинювач та наближали пляшку до відкритого вогню. 

## Змішані напої
Bacardi 151 зазвичай використовують у приготуванні солодких напоїв на кшталт Урагану чи Карібу Лу (хайбол), що поєднують ром з фруктовими соками.